# Melodifestivalen 2025
Das Melodifestivalen 2025 war der schwedische Vorentscheid für den Eurovision Song Contest 2025 in Basel (Schweiz). Es war die 65. Ausgabe des von der öffentlich-rechtlichen Fernsehgesellschaft Sveriges Television (SVT) veranstalteten Wettbewerbs. Die finnlandschwedische Band KAJ gewann mit dem Lied Bara bada bastu.

## Format

### Konzept
2025 fand eine Teil-Anpassung des Formats statt: Die jeweils Drittplatzierten qualifizierten sich für eine weitere Abstimmungsrunde am Ende des fünften Halbfinals. Dort entschieden die Zuschauer unter den fünf Beiträgen über die beiden zwei verbliebenen Beiträge für das Finale.
Am weiteren Format wurde keine Änderung vorgenommen. Weiterhin traten 30 Beiträge an, die auf fünf Halbfinals verteilt wurden, sodass jeweils sechs Beiträge pro Halbfinale vorgestellt wurden, das Semifinal entfiel. Die Zuschauer entschieden in zwei Abstimmungsrunden, wer sich für das Finale qualifizierte. Im Halbfinale eins bis fünf (Deltävling, dt. Wettbewerb) qualifizierten sich die ersten beiden Beiträge direkt für das Finale. Im Finale traten dann zwölf Beiträge an, in dem der Sieger zur Hälfte durch das internationale Juryvoting und zur anderen Hälfte durch das Televoting bestimmt wurde.
2019 wurde ein neues Abstimmungssystem eingeführt, das 2025 auch wieder eingesetzt wurde:
| Altersgruppen:                                                                         |
| 3–9 Jahre10–15 Jahre16–29 Jahre30–44 Jahre45–59 Jahre60–74 Jahreab 75 JahrenTelevoting |

Im Finale konnte dann jede Gruppe 12, 10, 8, 7, 6, 5, 4, 3, 2 und 1 Punkt/e verteilen. Um ein ausgeglichenes Verhältnis zu den internationalen Jurys im Finale zu haben, gab es insgesamt acht von ihnen. Denn auch je internationale Jury wurden 12, 10, 8, 7, 6, 5, 4, 3, 2 und 1 Punkt/e verteilt. So blieb das System bestehen, dass im Halbfinale die Zuschauer das Ergebnis festlegten und im Finale zu 50 % die Zuschauer und zu 50 % eine internationale Jury den Sieger entschieden.

### Sendungen
| Malmö |

| Göteborg |

| Luleå |

| Västerås |

| Jönköping |

| Solna |

Am 17. September 2024 wurden die Austragungsorte der sechs Sendungen vorgestellt. Nach einjähriger Abstinenz in Nordschweden kehrte das Melodifestivalen wieder in diesen Landesteil zurück.
| Sendung      | Sendedatum       | Stadt       | Austragungsort        | Zuschauer (Gesamt) | Zuschauer (SVT1) | Zuschauer (SVT Play) | Marktanteil | Zuschauerstimmen (Televoting & App) | Anzahl der Votings |
| ------------ | ---------------- | ----------- | --------------------- | ------------------ | ---------------- | -------------------- | ----------- | ----------------------------------- | ------------------ |
| Deltävling 1 | 1. Februar 2025  | Luleå       | Coop Norrbotten Arena |                    | 2.792.000        |                      |             | 8.894.468                           | 528.263            |
| Deltävling 2 | 8. Februar 2025  | Göteborg    | Scandinavium          |                    | 2.686.000        |                      |             | 9.309.031                           | 551.178            |
| Deltävling 3 | 15. Februar 2025 | Västerås    | ABB Arena             |                    | 2.341.000        |                      |             | 8.224.411                           | 497.032            |
| Deltävling 4 | 22. Februar 2025 | Malmö Arena | Malmö                 |                    | 2.689.000        |                      |             | 9.123.856                           | 562.798            |
| Deltävling 5 | 1. März 2025     | Jönköping   | Husqvarna Garden      |                    | 2.627.000        |                      |             | 7.997.463                           | 517.435            |
| Finale       | 8. März 2025     | Solna       | Strawberry Arena      |                    | 3.112.000        |                      |             | 26.072.328                          | 1.589.515          |

### Beitragswahl
Vom 23. August bis zum 13. September 2024 hatten Komponisten die Gelegenheit, einen Beitrag beim schwedischen Fernsehen SVT einzureichen. Von diesen wurden 30 Beiträge ausgewählt. Insgesamt wurden 2794 Beiträge eingereicht.

## Teilnehmer
Am 26. November 2024 präsentierte SVT die 30 Teilnehmer des Melodifestivalen 2025 im Rahmen einer speziellen Pressekonferenz.

### Zurückkehrende Interpreten
14 Interpreten kehrten 2025 zum Wettbewerb zurück. Besonders war die Teilnahme von Andreas Lundstedt, welcher bereits zum zehnten Mal teilnahm.
Mit John Lundvik und Arvingarna kehrten zwei ehemalige Sieger des Melodifestivalen zum Wettbewerb zurück. Zudem kehrte mit Mans Zelmerlöw ein ehemaliger ESC- und Melodifestivalen-Gewinner zurück.
Bemerkenswert war zudem die Teilnahme von Linnea Henriksson. Sie war 2020 bereits als Moderatorin am Melodifestivalen beteiligt.
| Interpret                                     | Vorheriges Teilnahmejahr                                                                                 |
| --------------------------------------------- | --- |
| Albin Johnsén                                 | 2016, 2020                                                                                               |
| Andreas Lundstedt                             | 1996, 1997, 2007 & 2012 als Solokünstler sowie 2003, 2005, 2009, 2010 & 2014 als Teil der Gruppe Alcazar |
| Angelino                                      | 2022 |
| Annika Wickihalder                            | 2024 |
| Arvingarna                                    | 1993, 1995, 1999, 2002, 2019, 2021                                                                       |
| Dolly Style                                   | 2015, 2016, 2019                                                                                         |
| Erik Segerstedt                               | 2009 (als Teil der Gruppe E.M.D.), 2013                                                                  |
| John Lundvik                                  | 2018, 2019, 2022                                                                                         |
| Klara Hammarström                             | 2020, 2021, 2022                                                                                         |
| Malou Prytz                                   | 2019, 2020, 2022                                                                                         |
| Mans Zelmerlöw                                | 2007, 2009, 2015                                                                                         |
| Pa Moudou Badjie (zusammen mit Albin Johnsén) | 2014, 2016, 2023 (als Teil der Gruppe Panetoz)                                                           |
| Scarlet                                       | 2024 |
| Tennessee Tears                               | 2023 |

*Fett-markierte Teilnahmejahre stehen für Sieger des Melodifestivalen.

## Halbfinale

### Erstes Halbfinale

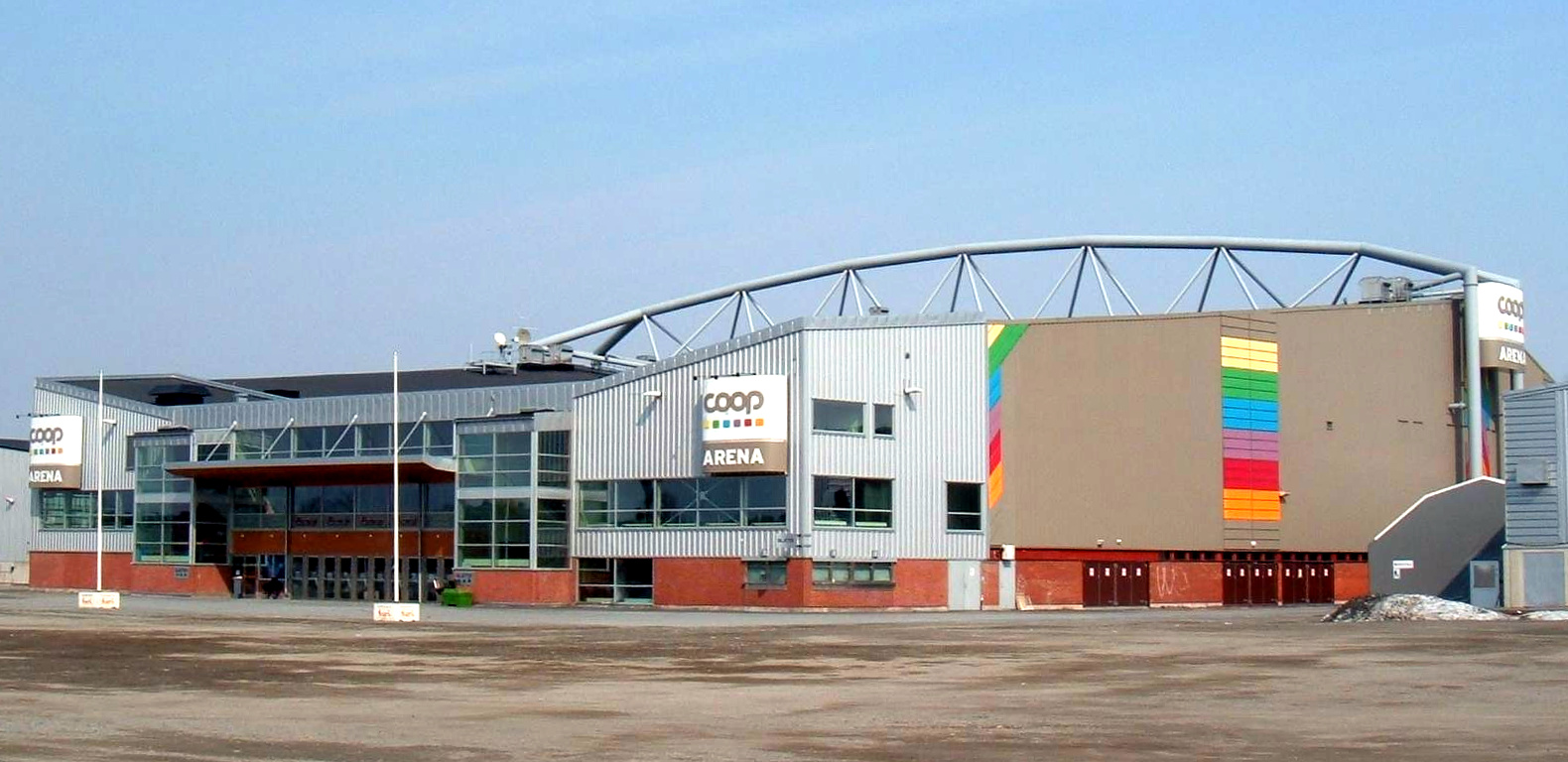
Coop Norrbotten Arena

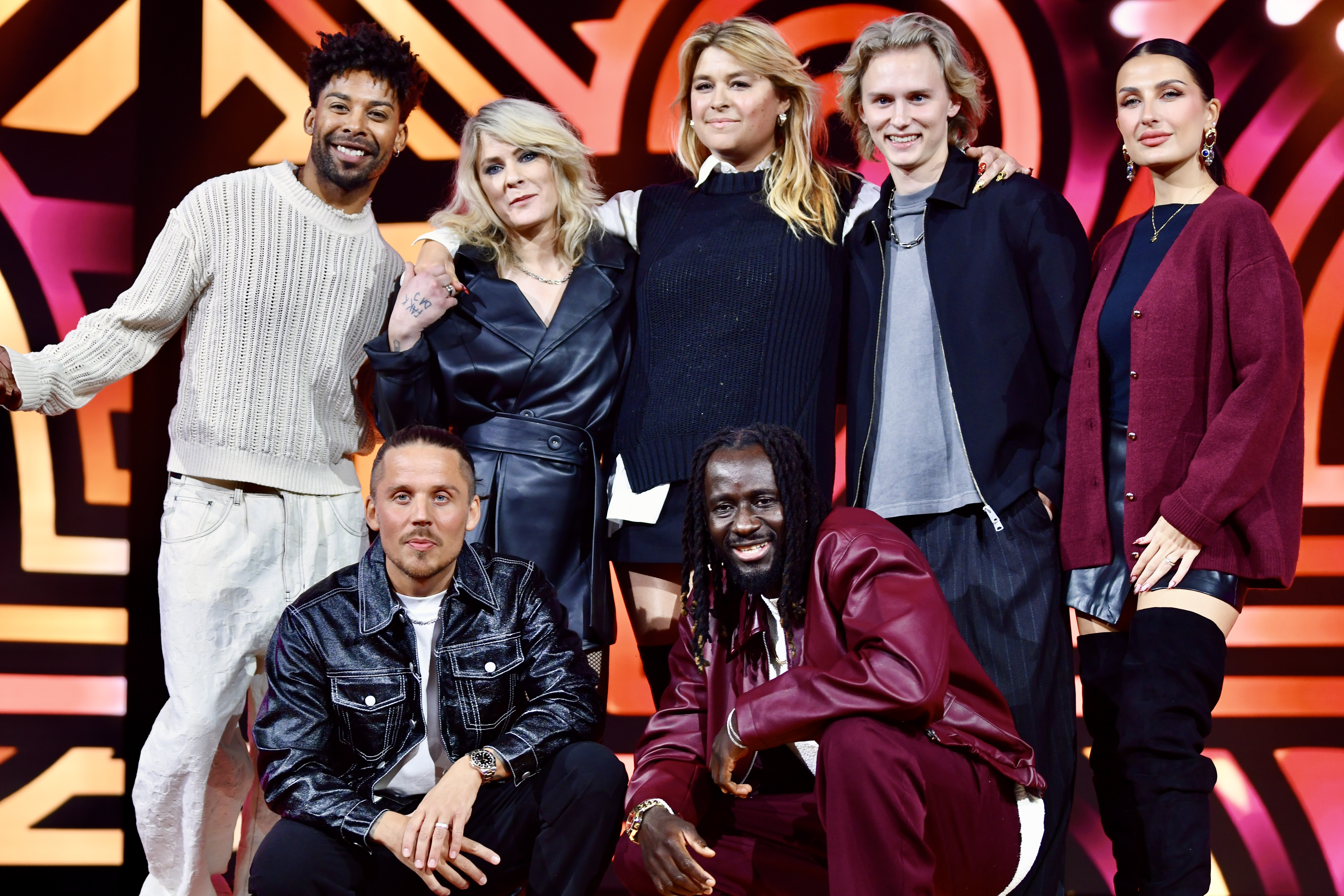
Die Interpreten der ersten Vorrunde

Das erste Halbfinale (Deltävling 1) fand am 1. Februar 2025 um 20:00 Uhr (MEZ) in der Coop Norrbotten Arena in Luleå statt. John Lundvik erhielt in der ersten Abstimmungsrunde die meisten Stimmen und konnte sich direkt fürs Finale qualifizieren. Er qualifizierte sich nach 2018, 2019 und 2022 bereits zum vierten Mal in Folge für das Finale und zählt damit zu den wenigen Interpreten, denen dies bereits im gelungen ist. Als zweite folgte Maja Ivarsson, die sich bei ihrem Debüt somit direkt für das Finale qualifizieren konnte.
| Platz | Startnr. | Interpret              | Lied Musik (M) und Text (T)                                                                                              | Sprache                        | Übersetzung (inoffiziell) | Zuschauerstimmen (Televoting & App) | Zuschauerstimmen (Televoting & App) | Zuschauerstimmen (Televoting & App) | Zuschauerstimmen (Televoting & App) | Zuschauerstimmen (Televoting & App) | Bild |
| Platz | Startnr. | Interpret              | Lied Musik (M) und Text (T)                                                                                              | Sprache                        | Übersetzung (inoffiziell) | Stimmen (Erste Runde)               | Stimmen (Zweite Runde)              | Stimmen (Gesamt)                    | %                                   | Punkte                              | Bild |
| ----- | -------- | ---------------------- | --- | ------------------------------ | ------------------------- | ----------------------------------- | ----------------------------------- | ----------------------------------- | ----------------------------------- | ----------------------------------- | ---- |
| 1.    | 3        | John Lundvik           | Voice of the Silent M/T: Jimmy Jansson, John Lundvik, Peter Boström, Thomas G:son                                        | Englisch                       | Stimme des Schweigens     | 1.355.309                           | Beitrag nicht in zweiter Runde      | Beitrag nicht in zweiter Runde      | Beitrag nicht in zweiter Runde      | 86                                  |      |
| 2.    | 2        | Maja Ivarsson          | Kamikaze Life M/T: Andreas „Giri“ Lindbergh, Jimmy „Joker“ Thörnfeldt, Joy Deb, Linnea Deb, Maja Ivarsson                | Englisch                       | Kamikaze-Leben            | 1.115.693                           | 683.513                             | 1.799.206                           | 23,9 %                              | 67                                  |      |
| 3.    | 4        | Meira Omar             | Hush Hush M/T: Anderz Wrethov, Dino Medanhodzic, Laurell Barker, Meira Omar                                              | Englisch, Dari-Persisch, Hindi | Pst, pst!                 | 1.068.752                           | 647.625                             | 1.716.377                           | 22,8 %                              | 58                                  |      |
| 4.    | 1        | Albin Johnsén feat. Pa | Upp i luften M/T: Albin Johnsén, Christoffer Balazik, Fernand MP, Mattias Andréasson, Pa Modou                           | Schwedisch                     | Hoch in die Luft          | 1.089.032                           | 596.636                             | 1.685.668                           | 22,4 %                              | 45                                  |      |
| 5.    | 5        | Adrian Macéus          | Vår första gång M/T: Adam „Rymdpojken“ Englund, Adrian Björklund, Adrian Macéus, Hugo Geijer Persson, William Pärlenskog | Schwedisch                     | Unser erstes Mal          | 879.946                             | 455.470                             | 1.335.416                           | 17,7 %                              | 30                                  |      |
| 6.    | 6        | Linnea Henriksson      | Den känslan M/T: David Lindgren Zacharias, Linnea Henriksson, Sebastian Atas                                             | Schwedisch                     | Dieses Gefühl             | 660.354                             | 342.138                             | 1.002.492                           | 13,3 %                              | 26                                  |      |

 Kandidat hat sich für das Finale qualifiziert.
 Kandidat hat sich für die Finalkvalet qualifiziert.
| Startnr. | Interpret              | 3–9 Jahre | 3–9 Jahre | 10–15 Jahre | 10–15 Jahre | 16–29 Jahre | 16–29 Jahre | 30–44 Jahre | 30–44 Jahre | 45–59 Jahre | 45–59 Jahre | 60–74 Jahre | 60–74 Jahre | ab 75 Jahren | ab 75 Jahren | Televoting | Televoting | Gesamt | Platz |
| Startnr. | Interpret              | Platz     | Punkte    | Platz       | Punkte      | Platz       | Punkte      | Platz       | Punkte      | Platz       | Punkte      | Platz       | Punkte      | Platz        | Punkte       | Platz      | Punkte     | Gesamt | Platz |
| -------- | ---------------------- | --------- | --------- | ----------- | ----------- | ----------- | ----------- | ----------- | ----------- | ----------- | ----------- | ----------- | ----------- | ------------ | ------------ | ---------- | ---------- | ------ | ----- |
| 1        | Albin Johnsén feat. Pa | 1.        | 12        | 2.          | 10          | 3.          | 8           | 4.          | 5           | 4.          | 5           | 6.          | 1           | 6.           | 1            | 5.         | 3          | 45     | 4.    |
| 2        | Maja Ivarsson          | 5.        | 3         | 5.          | 3           | 5.          | 3           | 1.          | 12          | 1.          | 12          | 1.          | 12          | 2.           | 10           | 1.         | 12         | 67     | 2.    |
| 3        | John Lundvik           | 2.        | 10        | 1.          | 12          | 1.          | 12          | 2.          | 10          | 2.          | 10          | 2.          | 10          | 1.           | 12           | 2.         | 10         | 86     | 1.    |
| 4        | Meira Omar             | 3.        | 8         | 3.          | 8           | 2.          | 10          | 3.          | 8           | 3.          | 8           | 4.          | 5           | 5.           | 3            | 3.         | 8          | 58     | 3.    |
| 5        | Adrian Macéus          | 4.        | 5         | 4.          | 5           | 4.          | 5           | 5.          | 3           | 5.          | 3           | 5.          | 3           | 4.           | 5            | 6.         | 1          | 30     | 5.    |
| 6        | Linnea Henriksson      | 6.        | 1         | 6.          | 1           | 6.          | 1           | 6.          | 1           | 6.          | 1           | 3.          | 8           | 3.           | 8            | 4.         | 5          | 26     | 6.    |

### Zweites Halbfinale

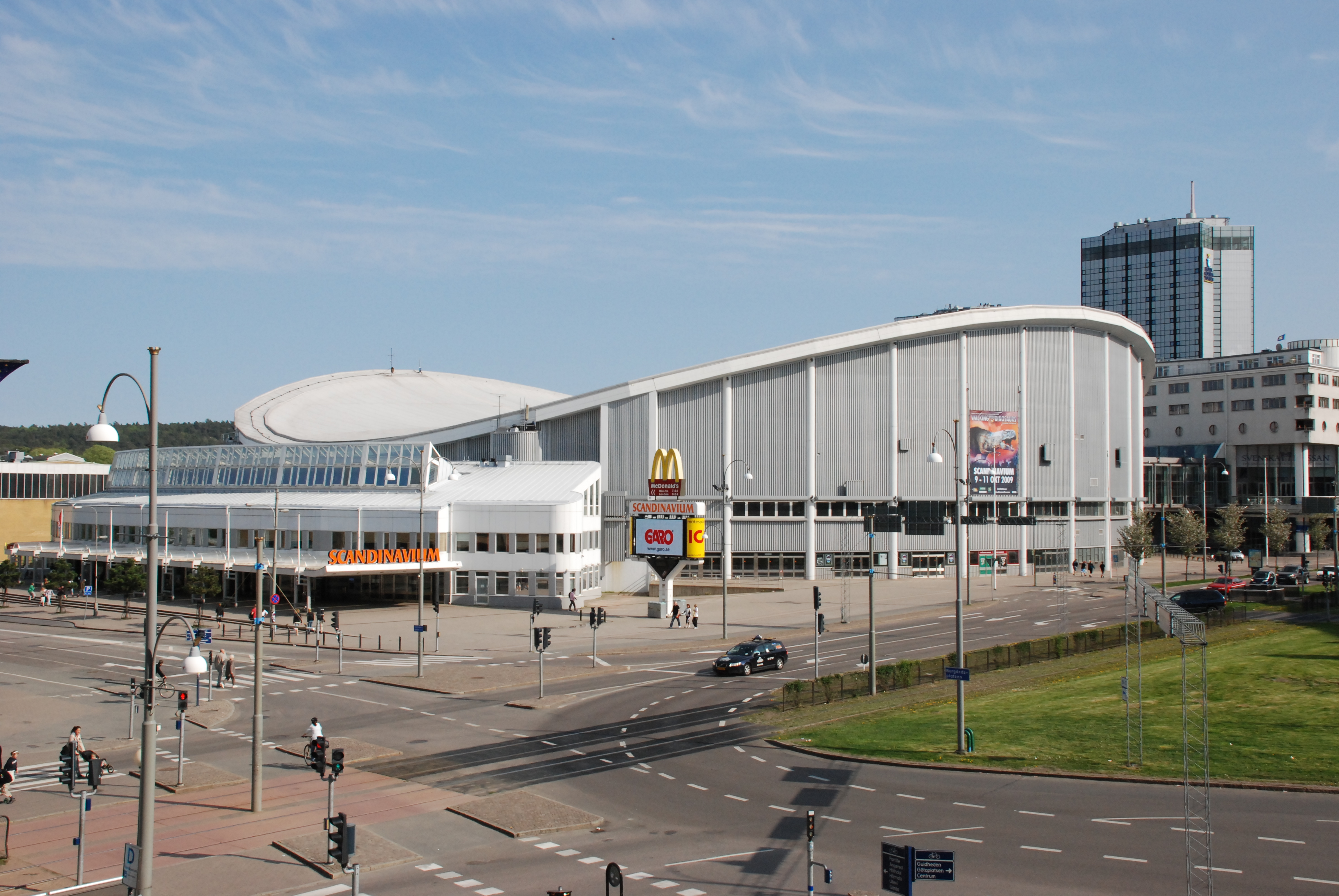
Scandinavium

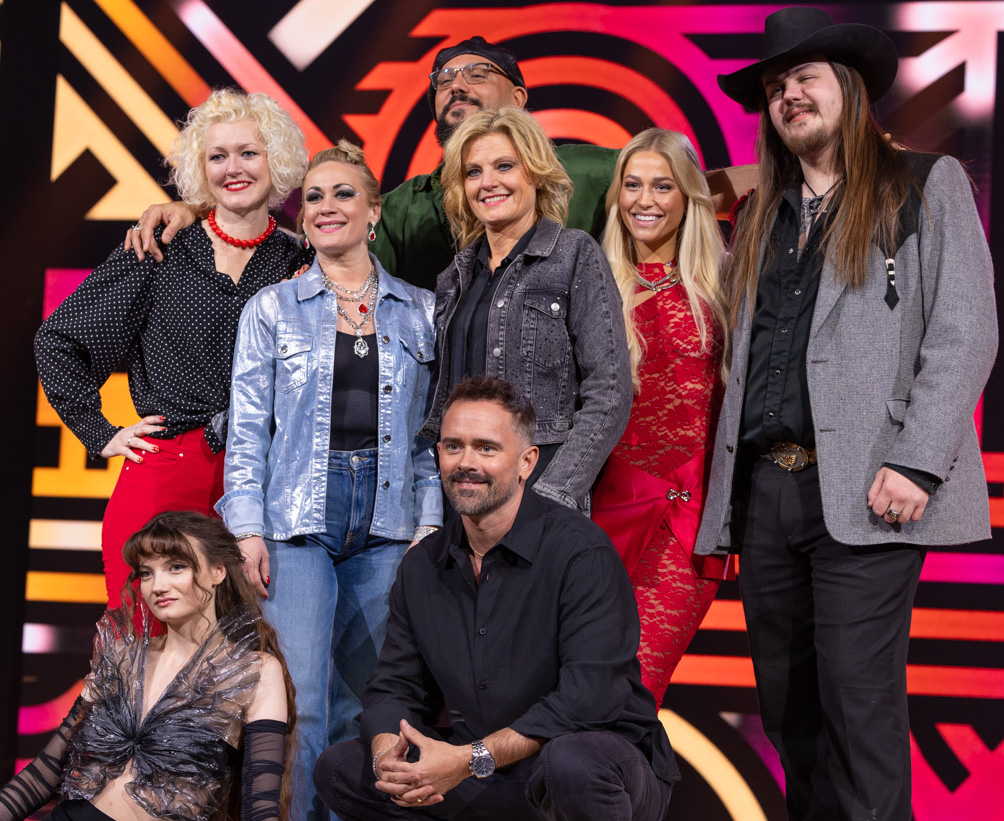
Die Interpreten der zweiten Vorrunde

Das zweite Halbfinale (Deltävling 2) fand am 8. Februar 2025 um 20:00 Uhr (MEZ) im Scandinavium in Göteborg statt. In der ersten Abstimmungsrunde konnte sich Erik Segerstedt direkt für das Finale qualifizieren. Als zweite folgte Klara Hammarström, die sich nach 2021 und 2022 nun schon zum dritten Mal für das Finale qualifizieren konnte.
| Platz | Startnr. | Interpret         | Lied Musik (M) und Text (T) | Sprache              | Übersetzung (inoffiziell)           | Zuschauerstimmen (Televoting & App) | Zuschauerstimmen (Televoting & App) | Zuschauerstimmen (Televoting & App) | Zuschauerstimmen (Televoting & App) | Zuschauerstimmen (Televoting & App) | Bild |
| Platz | Startnr. | Interpret         | Lied Musik (M) und Text (T) | Sprache              | Übersetzung (inoffiziell)           | Stimmen (Erste Runde)               | Stimmen (Zweite Runde)              | Stimmen (Gesamt)                    | %                                   | Punkte                              | Bild |
| ----- | -------- | ----------------- | --- | -------------------- | ----------------------------------- | ----------------------------------- | ----------------------------------- | ----------------------------------- | ----------------------------------- | ----------------------------------- | ---- |
| 1.    | 3        | Erik Segerstedt   | Show Me What Love Is M/T: Erik Segerstedt, Mattias Andréasson, Pontus Söderman                                                       | Englisch             | Zeige mir, was Liebe ist            | 1.339.899                           | Beitrag nicht in zweiter Runde      | Beitrag nicht in zweiter Runde      | Beitrag nicht in zweiter Runde      | 86                                  |      |
| 2.    | 4        | Klara Hammarström | On and On and On M/T: Dino Medanhodzic, Jimmy Jansson, Klara Hammarström, Moa „Cazzi Opeia“ Carlebecker, Peter Boström, Thomas G:son | Englisch             | Immer weiter und weiter             | 1.528.183                           | 1.053.759                           | 2.581.942                           | 32,4 %                              | 83                                  |      |
| 3.    | 6        | Kaliffa           | Salute M/T: Anderz Wrethov, Jakob „Big Brain“ Malmlöf, Jimmy „Joker“ Thörnfeldt, Kaliffa Karlsson, Robert Skowronski                 | Schwedisch, Spanisch | Gruß                                | 1.072.881                           | 612.155                             | 1.685.036                           | 21,1 %                              | 42                                  |      |
| 4.    | 1        | Nomi Tales        | Funniest Thing M/T: Adam Breitholtz, Herman Gardarfve, Jacob Lundahl, Nomi Bontegard, Simon Weidersjö                                | Englisch             | Das Lustigste                       | 987.656                             | 516.379                             | 1.504.035                           | 18,9 %                              | 30                                  |      |
| 5.    | 5        | Fredrik Lundman   | The Heart of a Swedish Cowboy M/T: Erik Bernholm, Maja Francis, Thomas G:son                                                         | Englisch             | Das Herz eines schwedischen Cowboys | 945.235                             | 514.404                             | 1.459.639                           | 18,3 %                              | 52                                  |      |
| 6.    | 2        | SCHLAGERZ         | Don Juan M/T: Anna Engh, Mikael Karlsson                                                                                             | Schwedisch           | –                                   | 544.789                             | 193.691                             | 738.480                             | 9,3 %                               | 19                                  |      |

 Kandidat hat sich für das Finale qualifiziert.
 Kandidat hat sich für die Finalkvalet qualifiziert.
| Startnr. | Interpret         | 3–9 Jahre | 3–9 Jahre | 10–15 Jahre | 10–15 Jahre | 16–29 Jahre | 16–29 Jahre | 30–44 Jahre | 30–44 Jahre | 45–59 Jahre | 45–59 Jahre | 60–74 Jahre | 60–74 Jahre | ab 75 Jahren | ab 75 Jahren | Televoting | Televoting | Gesamt | Platz |
| Startnr. | Interpret         | Platz     | Punkte    | Platz       | Punkte      | Platz       | Punkte      | Platz       | Punkte      | Platz       | Punkte      | Platz       | Punkte      | Platz        | Punkte       | Platz      | Punkte     | Gesamt | Platz |
| -------- | ----------------- | --------- | --------- | ----------- | ----------- | ----------- | ----------- | ----------- | ----------- | ----------- | ----------- | ----------- | ----------- | ------------ | ------------ | ---------- | ---------- | ------ | ----- |
| 1        | Nomi Tales        | 3.        | 8         | 3.          | 8           | 5.          | 3           | 5.          | 3           | 5.          | 3           | 5.          | 3           | 6.           | 1            | 6.         | 1          | 30     | 5.    |
| 2        | SCHLAGERZ         | 6.        | 1         | 6.          | 1           | 6.          | 1           | 6.          | 1           | 6.          | 1           | 6.          | 1           | 4.           | 5            | 3.         | 8          | 19     | 6.    |
| 3        | Erik Segerstedt   | 2.        | 10        | 2.          | 10          | 1.          | 12          | 2.          | 10          | 2.          | 10          | 1.          | 12          | 1.           | 12           | 2.         | 10         | 86     | 1.    |
| 4        | Klara Hammarström | 1.        | 12        | 1.          | 12          | 2.          | 10          | 1.          | 12          | 1.          | 12          | 2.          | 10          | 2.           | 10           | 4.         | 5          | 83     | 2.    |
| 5        | Fredrik Lundman   | 5.        | 3         | 5.          | 3           | 4.          | 5           | 4.          | 5           | 3.          | 8           | 3.          | 8           | 3.           | 8            | 1.         | 12         | 52     | 3.    |
| 6        | Kaliffa           | 4.        | 5         | 4.          | 5           | 3.          | 8           | 3.          | 8           | 4.          | 5           | 4.          | 5           | 5.           | 3            | 5.         | 3          | 42     | 4.    |

### Drittes Halbfinale

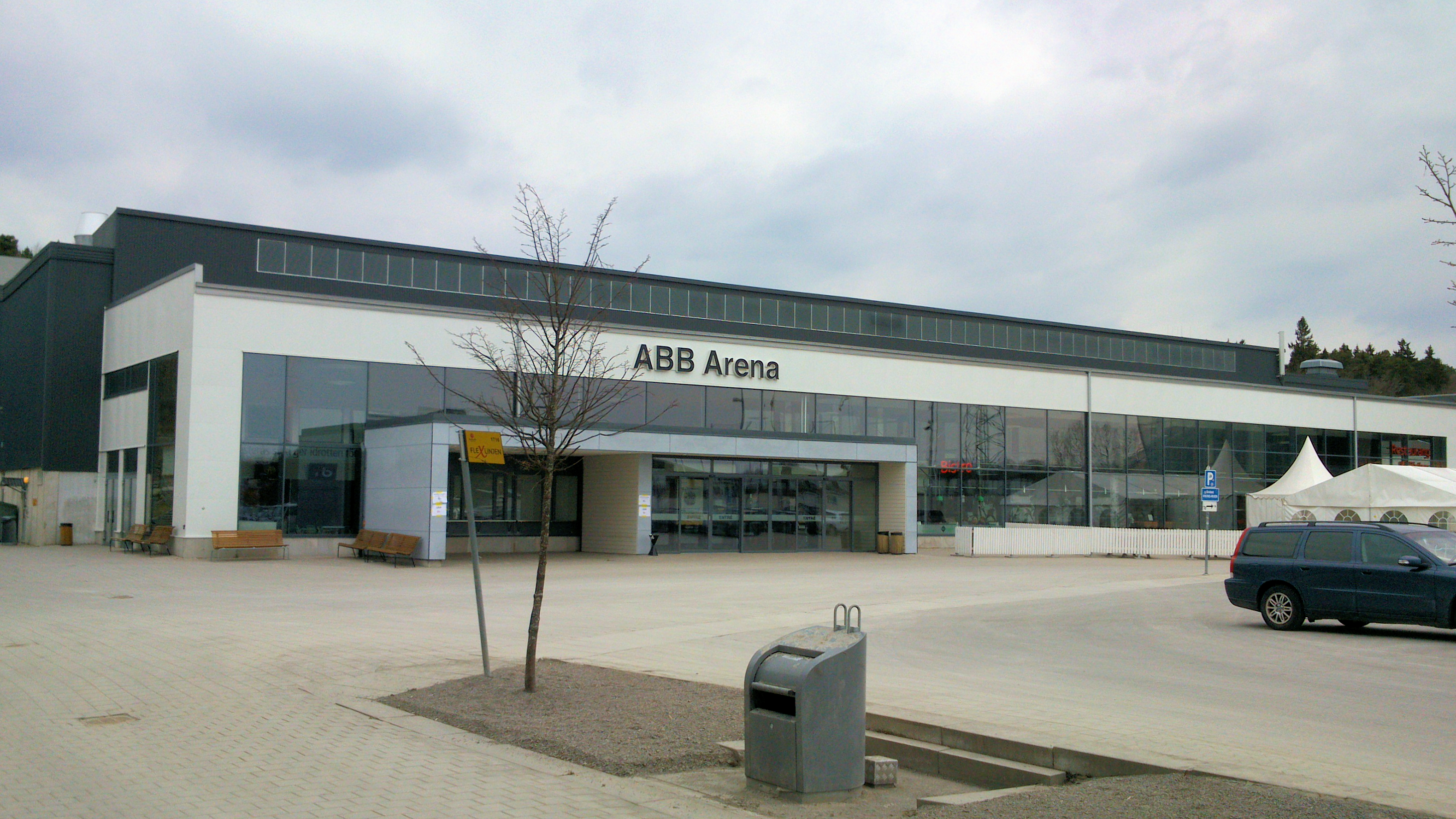
ABB Arena

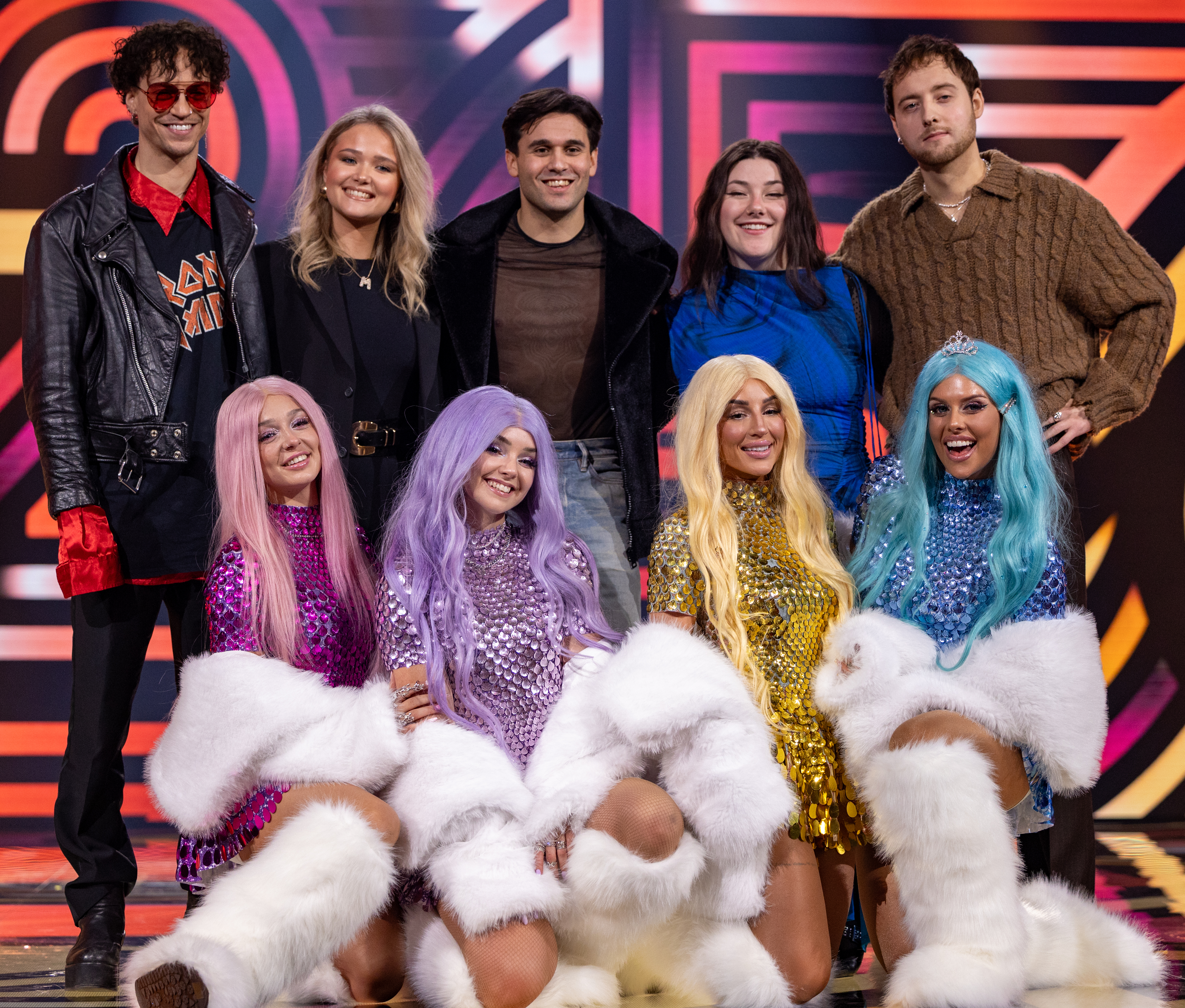
Die Interpreten der dritten Vorrunde

Das dritte Halbfinale (Deltävling 3) fand am 15. Februar 2025 um 20:00 Uhr (MEZ) in der ABB Arena in Västerås statt. Greczula konnte sich bei seinem Debüt als erster direkt fürs Finale qualifizieren. Annika Wickihalder konnte sich daraufhin, wie im Vorjahr ebenfalls direkt für das Finale qualifizieren.
| Platz | Startnr. | Interpret          | Lied Musik (M) und Text (T)                                                                                              | Sprache    | Übersetzung (inoffiziell) | Zuschauerstimmen (Televoting & App) | Zuschauerstimmen (Televoting & App) | Zuschauerstimmen (Televoting & App) | Zuschauerstimmen (Televoting & App) | Zuschauerstimmen (Televoting & App) | Bild |
| Platz | Startnr. | Interpret          | Lied Musik (M) und Text (T)                                                                                              | Sprache    | Übersetzung (inoffiziell) | Stimmen (Erste Runde)               | Stimmen (Zweite Runde)              | Stimmen (Gesamt)                    | %                                   | Punkte                              | Bild |
| ----- | -------- | ------------------ | --- | ---------- | ------------------------- | ----------------------------------- | ----------------------------------- | ----------------------------------- | ----------------------------------- | ----------------------------------- | ---- |
| 1.    | 1        | Greczula           | Believe Me M/T: Amanda Nordelius, John Russell, Kristofer Greczula                                                       | Englisch   | Glaube mir                | 1.069.958                           | Beitrag nicht in zweiter Runde      | Beitrag nicht in zweiter Runde      | Beitrag nicht in zweiter Runde      | 74                                  |      |
| 2.    | 6        | Annika Wickihalder | Life Again M/T: Annika Wickihalder, Herman Gardarfve, Patrik Jean                                                        | Englisch   | Wieder leben              | 1.054.647                           | 620.082                             | 1.674.729                           | 23,4 %                              | 73                                  |      |
| 3.    | 4        | Dolly Style        | Yihaa M/T: Caroline Aronsson, David Lindgren Zacharias, Herman Gardarfve, Melanie Wehbe, Mikaela Samuelsson, Patrik Jean | Englisch   | –                         | 1.057.492                           | 600.798                             | 1.658.290                           | 23,2 %                              | 54                                  |      |
| 4.    | 2        | Malou Prytz        | 24K Gold M/T: Anderz Wrethov, Jimmy „Joker“ Thörnfeldt, Julie „Kill J“ Aagaard, Malou Prytz                              | Englisch   | –                         | 935.017                             | 448.986                             | 1.384.003                           | 19,3 %                              | 42                                  |      |
| 5.    | 5        | Angelino           | Teardrops M/T: Jimmy „Joker“ Thörnfeldt, Joy Deb, Linnea Deb, Tusse Chiza                                                | Englisch   | Tränen                    | 883.140                             | 416.917                             | 1.300.057                           | 18,2 %                              | 48                                  |      |
| 6.    | 3        | Björn Holmgren     | Rädda mig M/T: Björn Holmgren, David Lindgren Zacharias, Jens Hult                                                       | Schwedisch | Rette mich                | 798.822                             | 338.552                             | 1.137.374                           | 15,9 %                              | 21                                  |      |

 Kandidat hat sich für das Finale qualifiziert.
 Kandidat hat sich für die Finalkvalet qualifiziert.
| Startnr. | Interpret          | 3–9 Jahre | 3–9 Jahre | 10–15 Jahre | 10–15 Jahre | 16–29 Jahre | 16–29 Jahre | 30–44 Jahre | 30–44 Jahre | 45–59 Jahre | 45–59 Jahre | 60–74 Jahre | 60–74 Jahre | ab 75 Jahren | ab 75 Jahren | Televoting | Televoting | Gesamt | Platz |
| Startnr. | Interpret          | Platz     | Punkte    | Platz       | Punkte      | Platz       | Punkte      | Platz       | Punkte      | Platz       | Punkte      | Platz       | Punkte      | Platz        | Punkte       | Platz      | Punkte     | Gesamt | Platz |
| -------- | ------------------ | --------- | --------- | ----------- | ----------- | ----------- | ----------- | ----------- | ----------- | ----------- | ----------- | ----------- | ----------- | ------------ | ------------ | ---------- | ---------- | ------ | ----- |
| 1        | Greczula           | 4.        | 5         | 5.          | 3           | 1.          | 12          | 1.          | 12          | 1.          | 12          | 2.          | 10          | 2.           | 10           | 2.         | 10         | 74     | 1.    |
| 2        | Malou Prytz        | 2.        | 10        | 2.          | 10          | 5.          | 3           | 4.          | 5           | 4.          | 5           | 5.          | 3           | 4.           | 5            | 6.         | 1          | 42     | 5.    |
| 3        | Björn Holmgren     | 5.        | 3         | 6.          | 1           | 3.          | 8           | 6.          | 1           | 6.          | 1           | 6.          | 1           | 6.           | 1            | 4.         | 5          | 21     | 6.    |
| 4        | Dolly Style        | 1.        | 12        | 1.          | 12          | 6.          | 1           | 2.          | 10          | 5.          | 3           | 4.          | 5           | 5.           | 3            | 3.         | 8          | 54     | 3.    |
| 5        | Angelino           | 3.        | 8         | 4.          | 5           | 4.          | 5           | 5.          | 3           | 3.          | 8           | 3.          | 8           | 3.           | 8            | 5.         | 3          | 48     | 4.    |
| 6        | Annika Wickihalder | 6.        | 1         | 3.          | 8           | 2.          | 10          | 3.          | 8           | 2.          | 10          | 1.          | 12          | 1.           | 12           | 1.         | 12         | 73     | 2.    |

### Viertes Halbfinale

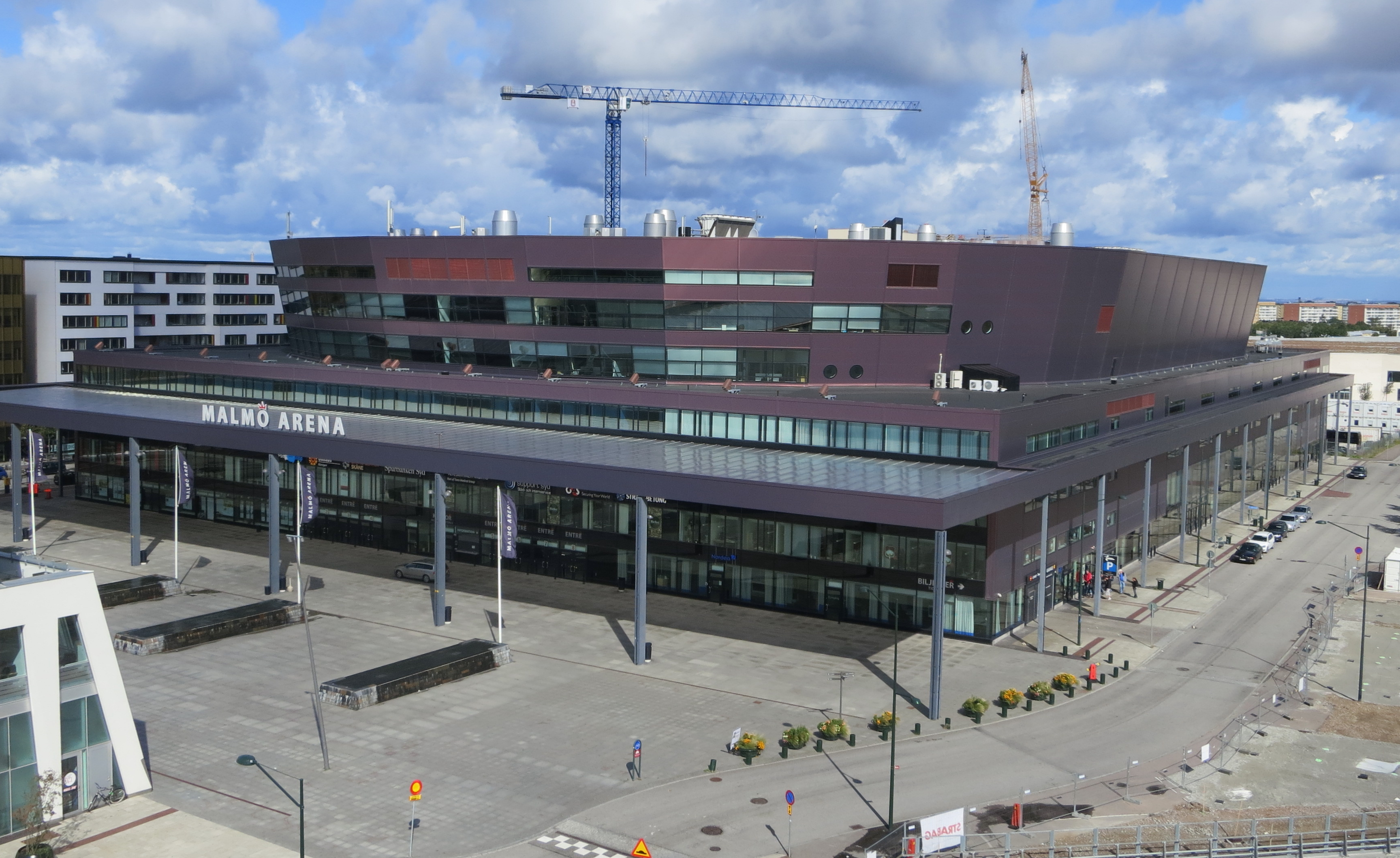
Malmö Arena

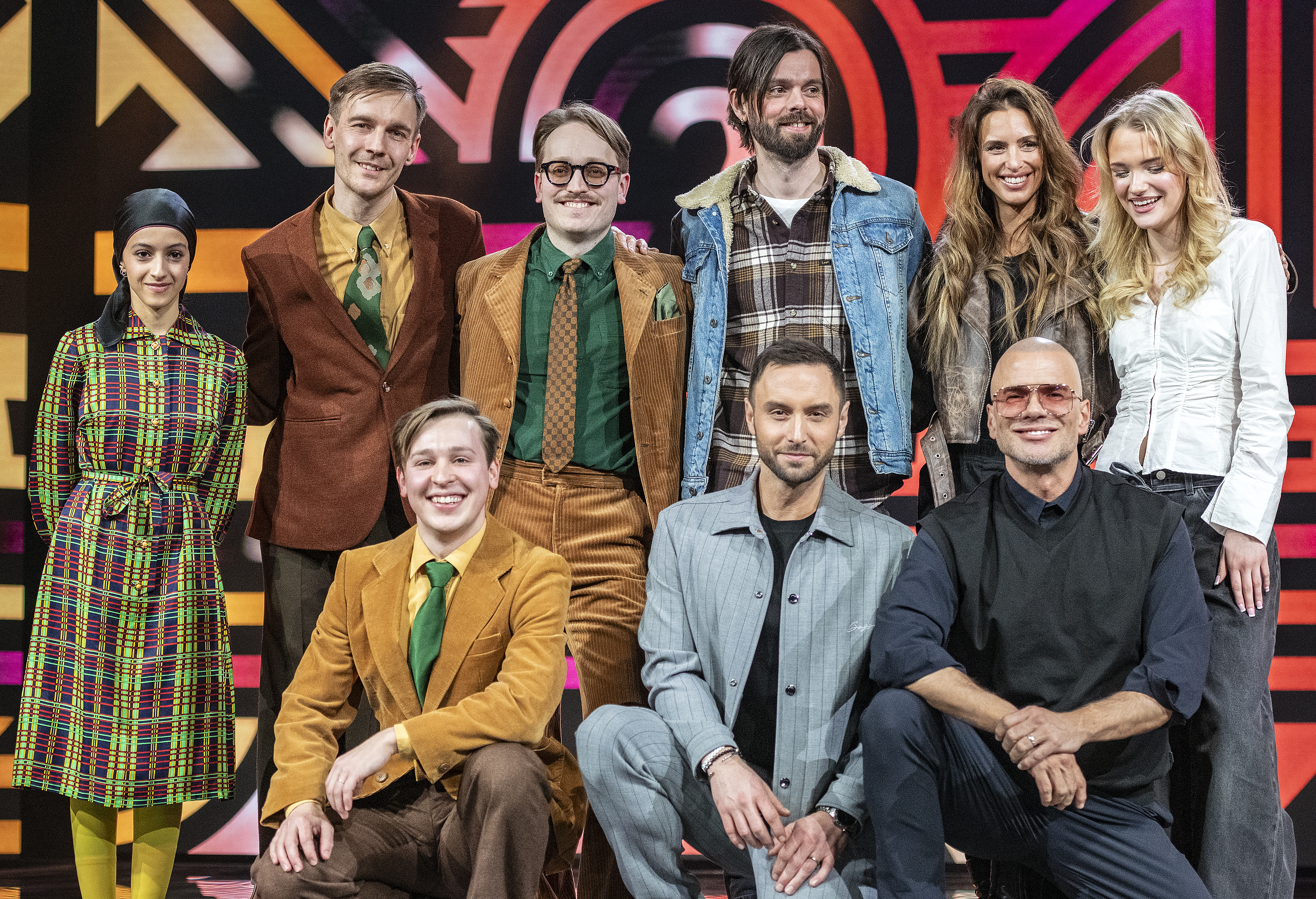
Die Interpreten der vierten Vorrunde

Das vierte Halbfinale (Deltävling 4) fand am 22. Februar 2025 um 20:00 Uhr (MEZ) in der Malmö Arena in Malmö statt. In diesem Halbfinale konnten sich Måns Zelmerlöw und KAJ für das Finale qualifizieren. Für Zelmerlöw ist es bereits die vierte Finalqualifikation in Folge.
| Platz | Startnr. | Interpret         | Lied Musik (M) und Text (T)                                                                                               | Sprache                      | Übersetzung (inoffiziell) | Zuschauerstimmen (Televoting & App) | Zuschauerstimmen (Televoting & App) | Zuschauerstimmen (Televoting & App) | Zuschauerstimmen (Televoting & App) | Zuschauerstimmen (Televoting & App) | Bild |
| Platz | Startnr. | Interpret         | Lied Musik (M) und Text (T)                                                                                               | Sprache                      | Übersetzung (inoffiziell) | Stimmen (Erste Runde)               | Stimmen (Zweite Runde)              | Stimmen (Gesamt)                    | %                                   | Punkte                              | Bild |
| ----- | -------- | ----------------- | --- | ---------------------------- | ------------------------- | ----------------------------------- | ----------------------------------- | ----------------------------------- | ----------------------------------- | ----------------------------------- | ---- |
| 1.    | 6        | Måns Zelmerlöw    | Revolution M/T: David Lindgren Zacharias, Måns Zelmerlöw, Ola Svensson, Sebastian Atas                                    | Englisch                     | –                         | 1.632.844                           | Beitrag nicht in zweiter Runde      | Beitrag nicht in zweiter Runde      | Beitrag nicht in zweiter Runde      | 96                                  |      |
| 2.    | 4        | KAJ               | Bara bada bastu M/T: Anderz Wrethov, Axel Åhman, Jakob Norrgård, Kevin Holmström, Kristofer Strandberg, Robert Skowronski | Finnlandschwedisch, Finnisch | Einfach nur saunieren     | 1.238.511                           | 954.961                             | 2.193.472                           | 29,3 %                              | 76                                  |      |
| 3.    | 2        | Ella Tiritiello   | Bara du är där M/T: Adam „Rymdpojken“ Englund, David Björk, Loreen Talhaoui                                               | Schwedisch                   | Hauptsache, du bist da    | 967.458                             | 634.115                             | 1.601.573                           | 21,4 %                              | 46                                  |      |
| 4.    | 1        | Andreas Lundstedt | Vicious M/T: Andreas Lundstedt, Dino Medanhodzic, Laurell Barker, Liamoo                                                  | Englisch                     | Bösartig                  | 925.304                             | 597.985                             | 1.523.289                           | 20,3 %                              | 48                                  |      |
| 5.    | 3        | Tennessee Tears   | Yours M/T: Gavin Jones, Jonas Hermansson, Pär Westerlund, Tilda Feuk                                                      | Englisch                     | Deins                     | 773.258                             | 436.047                             | 1.209.305                           | 16,1 %                              | 36                                  |      |
| 6.    | 5        | AmenA             | Do Good Be Better M/T: AmenA, Sandra Bjurman, Stefan Örn                                                                  | Englisch                     | Tu' Gutes, Sei Besser     | 629.574                             | 333.799                             | 963.373                             | 12,9 %                              | 10                                  |      |

 Kandidat hat sich für das Finale qualifiziert.
 Kandidat hat sich für die Finalkvalet qualifiziert.
| Startnr. | Interpret         | 3–9 Jahre | 3–9 Jahre | 10–15 Jahre | 10–15 Jahre | 16–29 Jahre | 16–29 Jahre | 30–44 Jahre | 30–44 Jahre | 45–59 Jahre | 45–59 Jahre | 60–74 Jahre | 60–74 Jahre | ab 75 Jahren | ab 75 Jahren | Televoting | Televoting | Gesamt | Platz |
| Startnr. | Interpret         | Platz     | Punkte    | Platz       | Punkte      | Platz       | Punkte      | Platz       | Punkte      | Platz       | Punkte      | Platz       | Punkte      | Platz        | Punkte       | Platz      | Punkte     | Gesamt | Platz |
| -------- | ----------------- | --------- | --------- | ----------- | ----------- | ----------- | ----------- | ----------- | ----------- | ----------- | ----------- | ----------- | ----------- | ------------ | ------------ | ---------- | ---------- | ------ | ----- |
| 1        | Andreas Lundstedt | 4.        | 5         | 4.          | 5           | 4.          | 5           | 4.          | 5           | 3.          | 8           | 2.          | 10          | 4.           | 5            | 4.         | 5          | 48     | 3.    |
| 2        | Ella Tiritiello   | 2.        | 10        | 3.          | 8           | 3.          | 8           | 3.          | 8           | 5.          | 3           | 5.          | 3           | 5.           | 3            | 5.         | 3          | 46     | 4.    |
| 3        | Tennessee Tears   | 5.        | 3         | 5.          | 3           | 6.          | 1           | 5.          | 3           | 4.          | 5           | 4.          | 5           | 3.           | 8            | 3.         | 8          | 36     | 5.    |
| 4        | KAJ               | 3.        | 8         | 2.          | 10          | 2.          | 10          | 2.          | 10          | 2.          | 10          | 3.          | 8           | 2.           | 10           | 2.         | 10         | 76     | 2.    |
| 5        | AmenA             | 6.        | 1         | 6.          | 1           | 5.          | 3           | 6.          | 1           | 6.          | 1           | 6.          | 1           | 6.           | 1            | 6.         | 1          | 10     | 6.    |
| 6        | Måns Zelmerlöw    | 1.        | 12        | 1.          | 12          | 1.          | 12          | 1.          | 12          | 1.          | 12          | 1.          | 12          | 1.           | 12           | 1.         | 12         | 96     | 1.    |

### Fünftes Halbfinale

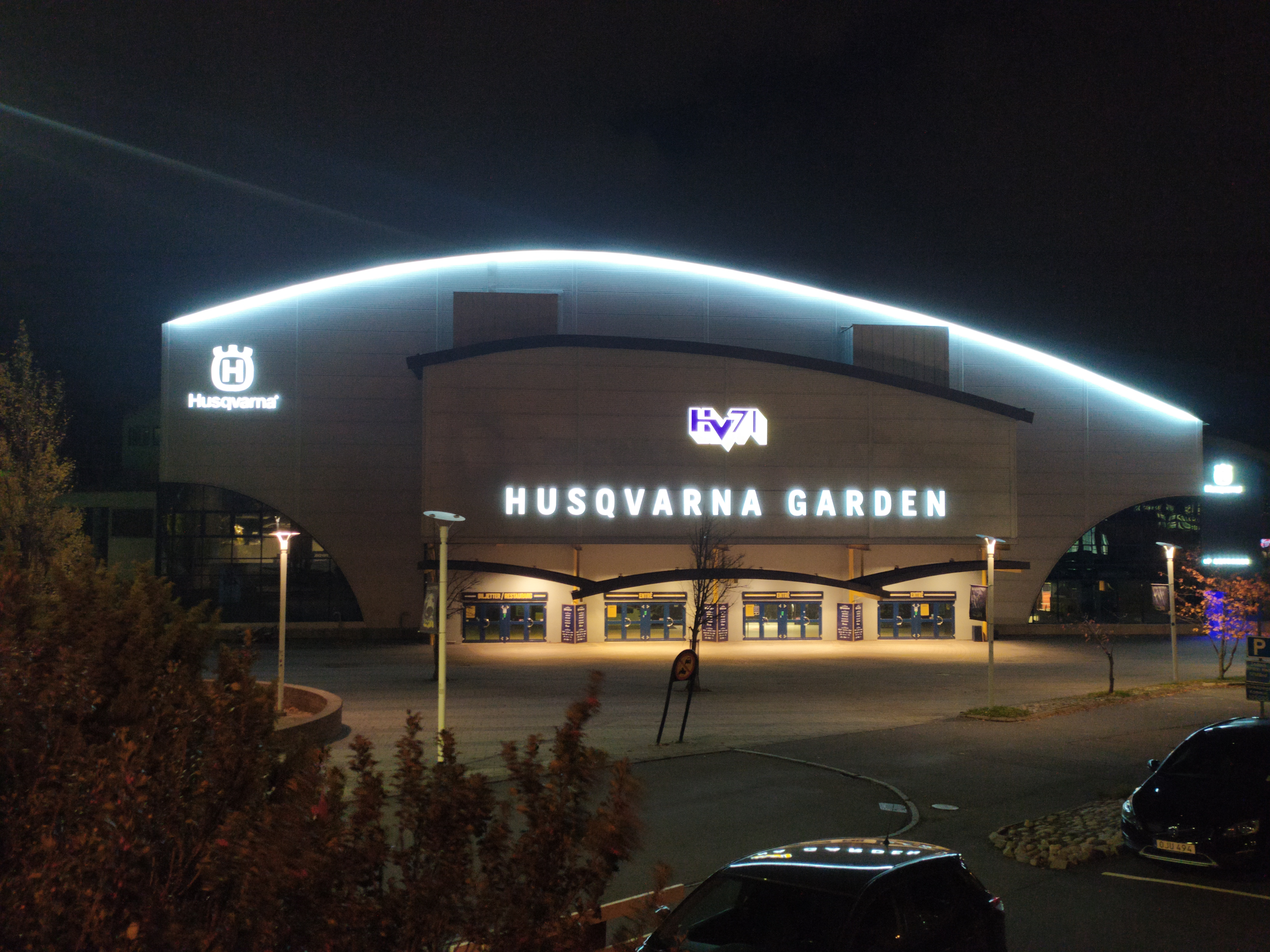
Husqvarna Garden

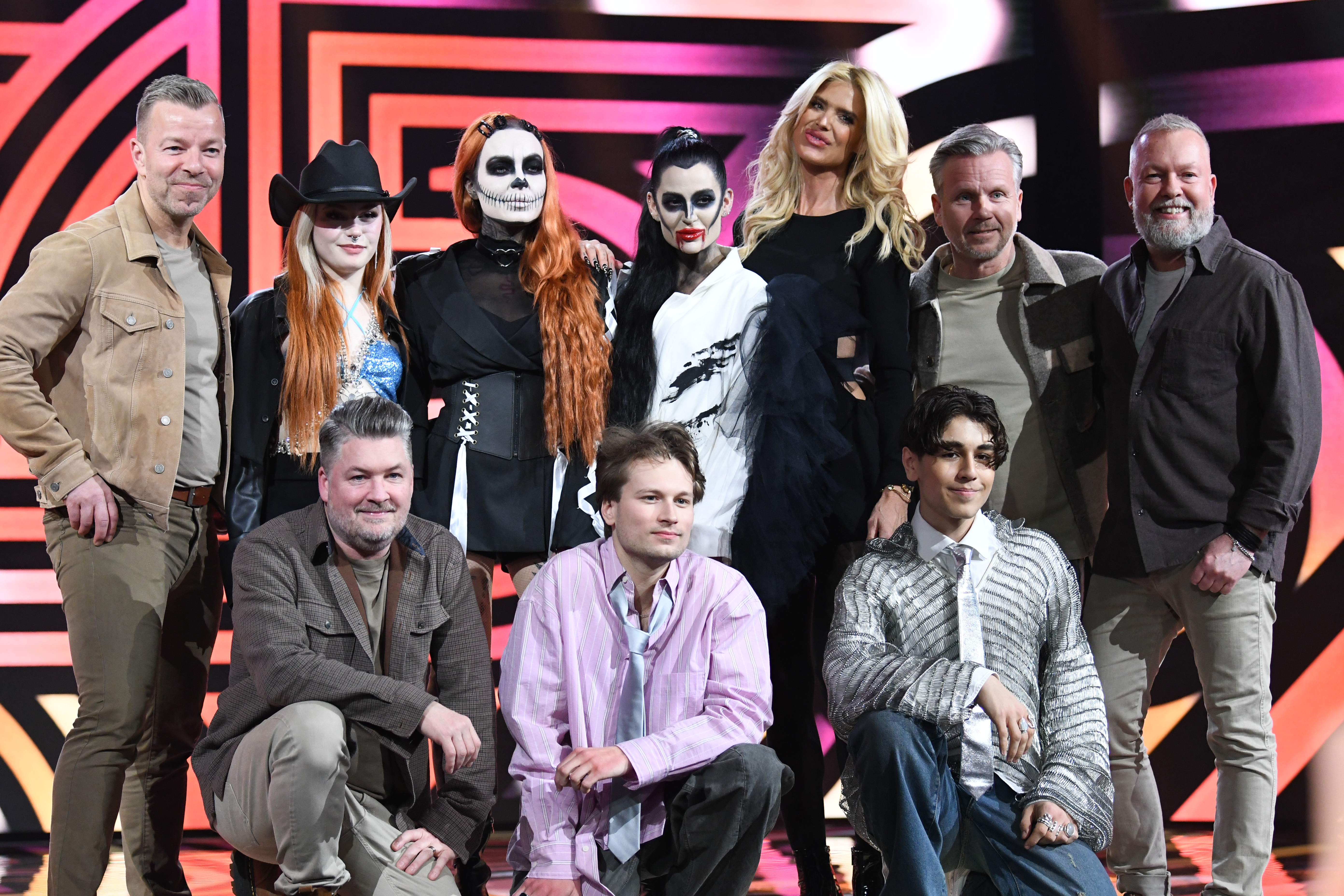
Die Interpreten der fünften Vorrunde

Das fünfte Halbfinale (Deltävling 5) fand am 1. März 2025 um 20:00 Uhr (MEZ) im Husqvarna Garden in Jönköping statt. Saga Ludvigsson konnte sich in der ersten Abstimmungsrunde direkt für das Finale qualifizieren. Als zweite folgten Scarlet. Für beide ist es die erste Finalqualifikation beim Melodifestivalen.
| Platz | Startnr. | Interpret          | Lied Musik (M) und Text (T)                                                                                           | Sprache    | Übersetzung (inoffiziell) | Zuschauerstimmen (Televoting & App) | Zuschauerstimmen (Televoting & App) | Zuschauerstimmen (Televoting & App) | Zuschauerstimmen (Televoting & App) | Zuschauerstimmen (Televoting & App) | Bild |
| Platz | Startnr. | Interpret          | Lied Musik (M) und Text (T)                                                                                           | Sprache    | Übersetzung (inoffiziell) | Stimmen (Erste Runde)               | Stimmen (Zweite Runde)              | Stimmen (Gesamt)                    | %                                   | Punkte                              | Bild |
| ----- | -------- | ------------------ | --- | ---------- | ------------------------- | ----------------------------------- | ----------------------------------- | ----------------------------------- | ----------------------------------- | ----------------------------------- | ---- |
| 1.    | 3        | Saga Ludvigsson    | Hate You So Much M/T: Herman Gardarfve, Lisa Desmond, Saga Ludvigsson                                                 | Englisch   | Ich hasse dich so sehr    | 1.106.111                           | Beitrag nicht in zweiter Runde      | Beitrag nicht in zweiter Runde      | Beitrag nicht in zweiter Runde      | 80                                  |      |
| 2.    | 6        | Scarlet            | Sweet N’ Psycho M/T: Anderz Wrethov, Dino Medanhodzic, Jimmy „Joker“ Thörnfeldt, Scarlet Hunts, Thirsty               | Englisch   | Süß und Psycho            | 1.117.434                           | 825.019                             | 1.942.453                           | 28,2 %                              | 66                                  |      |
| 3.    | 2        | Arwin              | This Dream of Mine M/T: Anderz Wrethov, Arwin Ismail, Jimmy „Joker“ Thörnfeldt, Julie „Kill J“ Aagaard, Peter Boström | Englisch   | Dieser Traum von mir      | 1.006.048                           | 552.450                             | 1.558.498                           | 22,6 %                              | 58                                  |      |
| 4.    | 5        | Vilhelm Buchaus    | I’m Yours M/T: Elias Edman, Jonatan Lahti, Simon Alexander Ward, Vilhelm Buchaus                                      | Englisch   | Ich bin deins             | 948.581                             | 606.022                             | 1.554.603                           | 22,6 %                              | 72                                  |      |
| 5.    | 1        | Arvingarna         | Ring baby ring M/T: Stefan Brunzell, Thomas G:son                                                                     | Schwedisch | –                         | 680.012                             | 320.987                             | 1.000.999                           | 14,5 %                              | 20                                  |      |
| 6.    | 4        | Victoria Silvstedt | Love It! M/T: Jimmy Jansson, Thomas G:son                                                                             | Englisch   | Ich liebe es!             | 575.878                             | 258.921                             | 834.799                             | 12,1 %                              | 16                                  |      |

 Kandidat hat sich für das Finale qualifiziert.
 Kandidat hat sich für die Finalkvalet qualifiziert.
| Startnr. | Interpret          | 3–9 Jahre | 3–9 Jahre | 10–15 Jahre | 10–15 Jahre | 16–29 Jahre | 16–29 Jahre | 30–44 Jahre | 30–44 Jahre | 45–59 Jahre | 45–59 Jahre | 60–74 Jahre | 60–74 Jahre | ab 75 Jahren | ab 75 Jahren | Televoting | Televoting | Gesamt | Platz |
| Startnr. | Interpret          | Platz     | Punkte    | Platz       | Punkte      | Platz       | Punkte      | Platz       | Punkte      | Platz       | Punkte      | Platz       | Punkte      | Platz        | Punkte       | Platz      | Punkte     | Gesamt | Platz |
| -------- | ------------------ | --------- | --------- | ----------- | ----------- | ----------- | ----------- | ----------- | ----------- | ----------- | ----------- | ----------- | ----------- | ------------ | ------------ | ---------- | ---------- | ------ | ----- |
| 1        | Arvingarna         | 5.        | 3         | 5.          | 3           | 5.          | 3           | 5.          | 3           | 6.          | 1           | 6.          | 1           | 5.           | 3            | 5.         | 3          | 20     | 5.    |
| 2        | Arwin              | 1.        | 12        | 2.          | 10          | 4.          | 5           | 4.          | 5           | 4.          | 5           | 3.          | 8           | 3.           | 8            | 4.         | 5          | 58     | 4.    |
| 3        | Saga Ludvigsson    | 3.        | 8         | 1.          | 12          | 2.          | 10          | 2.          | 10          | 2.          | 10          | 1.          | 12          | 2.           | 10           | 3.         | 8          | 80     | 1.    |
| 4        | Victoria Silvstedt | 6.        | 1         | 6.          | 1           | 6.          | 1           | 6.          | 1           | 5.          | 3           | 5.          | 3           | 4.           | 5            | 6.         | 1          | 16     | 6.    |
| 5        | Vilhelm Buchaus    | 4.        | 5         | 4.          | 5           | 1.          | 12          | 3.          | 8           | 3.          | 8           | 2.          | 10          | 1.           | 12           | 1.         | 12         | 72     | 2.    |
| 6        | Scarlet            | 2.        | 10        | 3.          | 8           | 3.          | 8           | 1.          | 12          | 1.          | 12          | 4.          | 5           | 6.           | 1            | 2.         | 10         | 66     | 3.    |

### Finalkvalet
In der zweiten Abstimmung des fünften Halbfinales standen erneut die Drittplatzierten aller Halbfinals zur Wahl. Dolly Style erhielten von allen Drittplatzierten in ihrem Halbfinale die meisten Stimmen und qualifizierten sich so direkt fürs Finale. In der weiteren Abstimmungsrunde erhielt Meira Omar die meisten Stimmen und konnte sich so ebenfalls fürs Finale qualifizieren. Für beide ist es die erste Teilnahme am Finale.
| Platz | Startnr. | Interpret       | Lied Musik (M) und Text (T)                                                                                              | Sprache                        | Übersetzung (inoffiziell) | Zuschauerstimmen (Televoting & App)     | Zuschauerstimmen (Televoting & App)     | Zuschauerstimmen (Televoting & App)     |
| Platz | Startnr. | Interpret       | Lied Musik (M) und Text (T)                                                                                              | Sprache                        | Übersetzung (inoffiziell) | Stimmen                                 | %                                       | Punkte                                  |
| ----- | -------- | --------------- | --- | ------------------------------ | ------------------------- | --------------------------------------- | --------------------------------------- | --------------------------------------- |
| 1.    | –        | Dolly Style     | Yihaa M/T: Caroline Aronsson, David Lindgren Zacharias, Herman Gardarfve, Melanie Wehbe, Mikaela Samuelsson, Patrik Jean | Englisch                       | –                         | Beitrag direkt fürs Finale qualifiziert | Beitrag direkt fürs Finale qualifiziert | Beitrag direkt fürs Finale qualifiziert |
| 2.    | 1        | Meira Omar      | Hush Hush M/T: Anderz Wrethov, Dino Medanhodzic, Laurell Barker, Meira Omar                                              | Englisch, Dari-Persisch, Hindi | Pst, pst!                 | 1.087.480                               | 38,1 %                                  | 516                                     |
| 3.    | 3        | Ella Tiritiello | Bara du är där M/T: Adam „Rymdpojken“ Englund, David Björk, Loreen Talhaoui                                              | Schwedisch                     | Nur da, wo du bist        | 693.518                                 | 24,3 %                                  | 379                                     |
| 4.    | 2        | Kaliffa         | Salute M/T: Anderz Wrethov, Jakob „Big Brain“ Malmlöf, Jimmy „Joker“ Thörnfeldt, Kaliffa Karlsson, Robert Skowronski     | Schwedisch, Spanisch           | Gruß                      | 540.096                                 | 18,9 %                                  | 347                                     |
| 5.    | 4        | Arwin           | This Dream of Mine M/T: Anderz Wrethov, Arwin Ismail, Jimmy „Joker“ Thörnfeldt, Julie „Kill J“ Aagaard, Peter Boström    | Englisch                       | Dieser Traum von mir      | 531.661                                 | 18,6 %                                  | 343                                     |

 Kandidat hat sich für das Finale qualifiziert.

## Finale

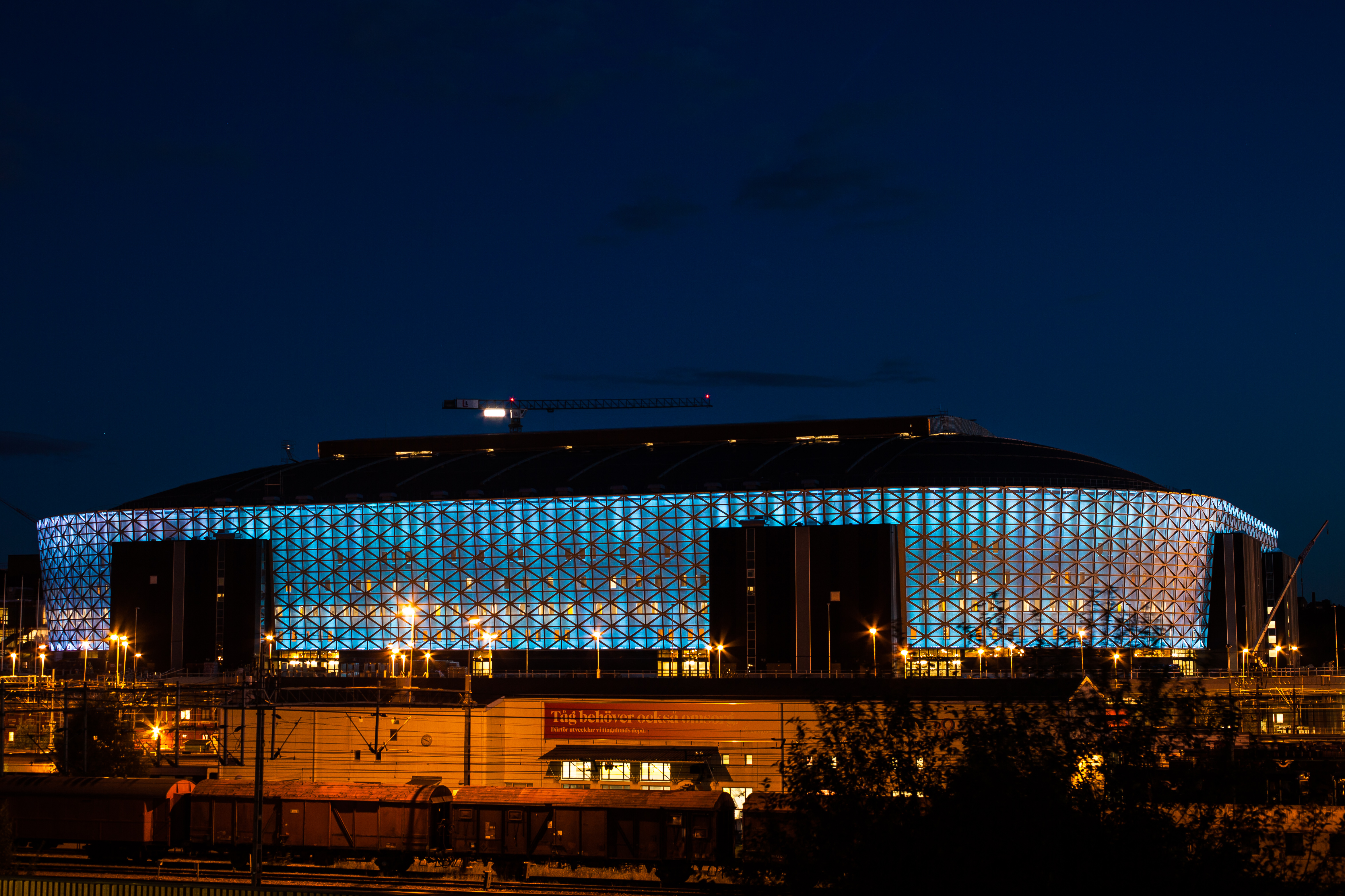
Strawberry Arena

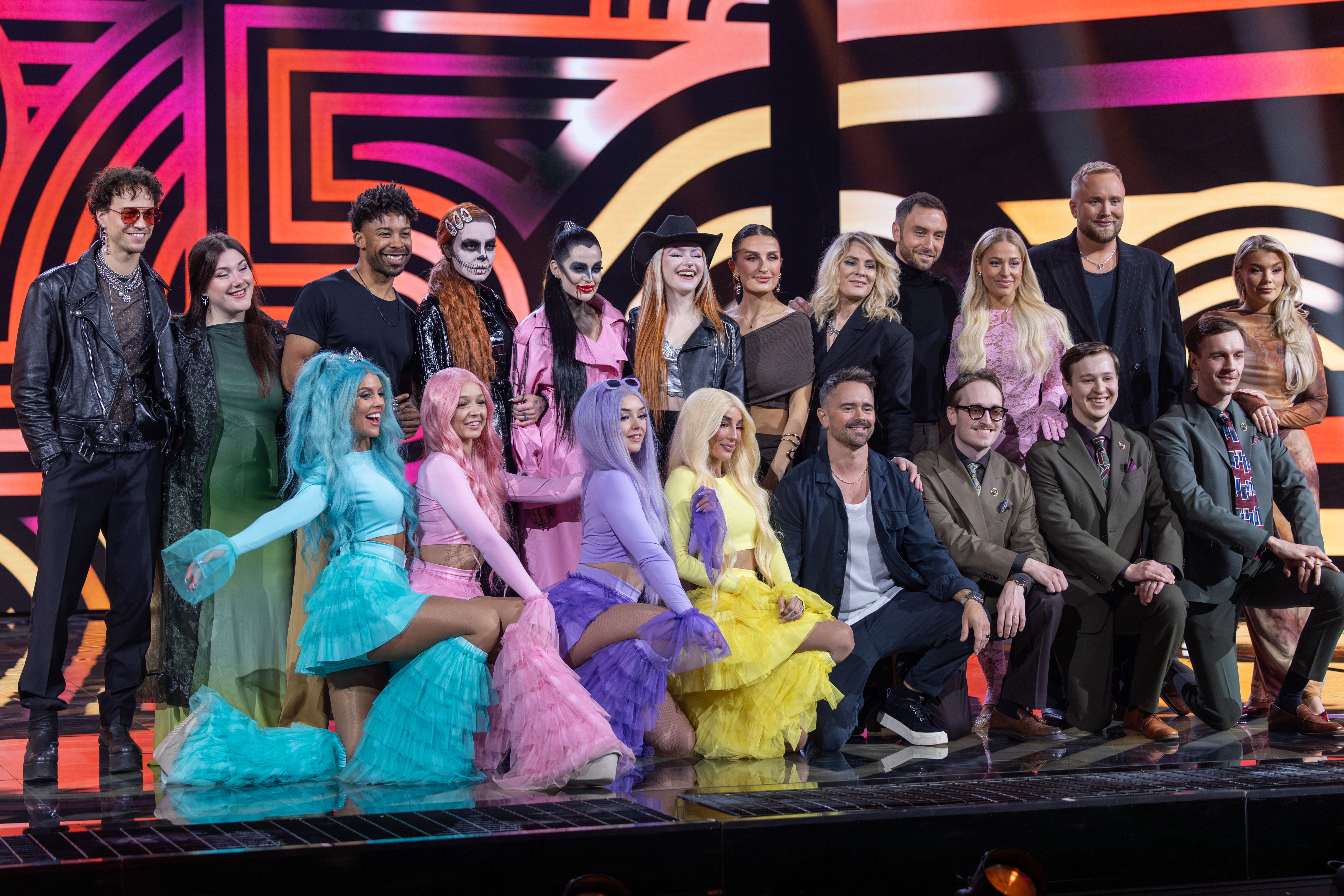
Die Interpreten im Finale

Das Finale fand am 8. März 2025 um 20:00 Uhr (MEZ) in der Strawberry Arena in Solna statt. Mitfavorit Måns Zelmerlöw führte das Tableau nach den Jurywertungen mit knappen zwei Punkten Vorsprung vor Kaj an. Diese lagen mit neun Punkten mehr allerdings in der Zuschauergunst und damit auch im Endergebnis sieben Punkte vorne. Der Gewinnertitel wies in diesem Jahr einige Besonderheiten auf. So war Bara bada bastu der einzige Song in Landessprache, der im Finale antrat. Seit 2006 gewann erstmals wieder ein schwedischsprachiger Beitrag den Wettbewerb. Es war seit 1998 der erste Beitrag Schwedens, der auch beim Eurovision Song Contest in Schwedisch performt wurde. Mit über 4,3 Millionen abgegebenen Stimmen konnte der Abstimmungsrekord von Loreen 2023 eingestellt werden. Bisher wurden nie mehr Stimmen für einen Beitrag beim Melodifestivalen abgegeben.
| Platz | Startnr. | Interpret          | Lied Musik (M) und Text (T) | Sprache                        | Übersetzung (inoffiziell) | LT | IT | CH | IE | FR | NO | GR | RS | Jury Gesamt | Zuschauerstimmen (Televoting & App) | Zuschauerstimmen (Televoting & App) | Zuschauerstimmen (Televoting & App) | Gesamt |
| Platz | Startnr. | Interpret          | Lied Musik (M) und Text (T) | Sprache                        | Übersetzung (inoffiziell) | LT | IT | CH | IE | FR | NO | GR | RS | Jury Gesamt | Stimmen                             | %                                   | Punkte                              | Gesamt |
| --- | -------- | ------------------ | --- | ------------------------------ | ------------------------- | -- | -- | -- | -- | -- | -- | -- | -- | ----------- | ----------------------------------- | ----------------------------------- | ----------------------------------- | ------ |
| 1. | 12       | KAJ                | Bara bada bastu M/T: Anderz Wrethov, Axel Åhman, Jakob Norrgård, Kevin Holmström, Kristofer Strandberg, Robert Skowronski            | Finnlandschwedisch, Finnisch   | Nur saunieren             | 4  | 12 | 5  | 12 | 10 | 12 | 12 | 7  | 74          | 4.305.774                           | 16,51 %                             | 90                                  | 164    |
| 2. | 9        | Måns Zelmerlöw     | Revolution M/T: David Lindgren Zacharias, Måns Zelmerlöw, Ola Svensson, Sebastian Atas                                               | Englisch                       | –                         | 7  | 6  | 12 | 7  | 12 | 10 | 10 | 12 | 76          | 3.278.385                           | 12,57 %                             | 81                                  | 157    |
| 3. | 3        | Greczula           | Believe Me M/T: Amanda Nordelius, John Russell, Kristofer Greczula                                                                   | Englisch                       | Glaube mir                | 3  | 8  | 7  | 4  | 7  | 3  | 5  | 10 | 47          | 2.696.753                           | 10,34 %                             | 56                                  | 103    |
| 4. | 4        | Klara Hammarström  | On and On and On M/T: Dino Medanhodzic, Jimmy Jansson, Klara Hammarström, Moa „Cazzi Opeia“ Carlebecker, Peter Boström, Thomas G:son | Englisch                       | Immer weiter und weiter   | –  | 1  | 3  | 3  | 8  | 8  | 7  | 4  | 34          | 2.461.721                           | 9,44 %                              | 43                                  | 77     |
| 5. | 2        | Dolly Style        | Yihaa M/T: Caroline Aronsson, David Lindgren Zacharias, Herman Gardarfve, Melanie Wehbe, Mikaela Samuelsson, Patrik Jean             | Englisch                       | –                         | 10 | 10 | 4  | 6  | 1  | 6  | 8  | 3  | 48          | 2.011.149                           | 7,71 %                              | 27                                  | 75     |
| 6. | 1        | John Lundvik       | Voice of the Silent M/T: Jimmy Jansson, John Lundvik, Peter Boström, Thomas G:son                                                    | Englisch                       | Stimme des Schweigens     | 8  | 7  | 8  | 5  | 6  | 5  | 4  | 6  | 49          | 1.578.564                           | 6,05 %                              | 25                                  | 74     |
| 7. | 5        | Scarlet            | Sweet N’ Psycho M/T: Anderz Wrethov, Dino Medanhodzic, Jimmy „Joker“ Thörnfeldt, Scarlet Hunts, Thirsty                              | Englisch                       | Süß und Psycho            | 6  | 4  | –  | 2  | 4  | 7  | –  | 8  | 31          | 1.943.638                           | 7,45 %                              | 33                                  | 64     |
| 8. | 11       | Annika Wickihalder | Life Again M/T: Annika Wickihalder, Herman Gardarfve, Patrik Jean                                                                    | Englisch                       | Wieder leben              | 12 | 5  | 2  | 1  | 5  | –  | 6  | 5  | 36          | 1.370.687                           | 5,26 %                              | 18                                  | 54     |
| 9. | 6        | Erik Segerstedt    | Show Me What Love Is M/T: Erik Segerstedt, Mattias Andréasson, Pontus Söderman                                                       | Englisch                       | Zeige mir, was Liebe ist  | 5  | 2  | 1  | 8  | 2  | 2  | 2  | 2  | 24          | 1.615.974                           | 6,20 %                              | 27                                  | 51     |
| 10. | 8        | Meira Omar         | Hush Hush M/T: Anderz Wrethov, Dino Medanhodzic, Laurell Barker, Meira Omar                                                          | Englisch, Dari-Persisch, Hindi | Pst, pst!                 | –  | –  | 6  | 10 | 3  | 4  | 3  | –  | 26          | 1.901.356                           | 7,29 %                              | 24                                  | 50     |
| 11. | 7        | Maja Ivarsson      | Kamikaze Life M/T: Andreas „Giri“ Lindbergh, Jimmy „Joker“ Thörnfeldt, Joy Deb, Linnea Deb, Maja Ivarsson                            | Englisch                       | Kamikaze-Leben            | 2  | –  | –  | –  | –  | –  | –  | –  | 2           | 1.435.634                           | 5,51 %                              | 30                                  | 32     |
| 12. | 10       | Saga Ludvigsson    | Hate You So Much M/T: Herman Gardarfve, Lisa Desmond, Saga Ludvigsson                                                                | Englisch                       | Ich hasse dich so sehr    | 1  | 3  | 10 | –  | –  | 1  | 1  | 1  | 17          | 1.472.693                           | 5,65 %                              | 10                                  | 27     |
| Jury-Punktesprecher |          |                    | |                                |                           |    |    |    |    |    |    |    |    |             |                                     |                                     |                                     |        |
| - – ohne - – Mariangela Borneo - – Sandra Studer - – Neil Doherty - – Alexandra Redde-Amiel - – Mads Tørklep - – Alexandra Pascalidou - – ohne |          |                    | |                                |                           |    |    |    |    |    |    |    |    |             |                                     |                                     |                                     |        |

| Startnr. | Interpret          | 3–9 Jahre | 3–9 Jahre | 10–15 Jahre | 10–15 Jahre | 16–29 Jahre | 16–29 Jahre | 30–44 Jahre | 30–44 Jahre | 45–59 Jahre | 45–59 Jahre | 60–74 Jahre | 60–74 Jahre | ab 75 Jahren | ab 75 Jahren | Televoting | Televoting | Gesamt |
| Startnr. | Interpret          | Platz     | Punkte    | Platz       | Punkte      | Platz       | Punkte      | Platz       | Punkte      | Platz       | Punkte      | Platz       | Punkte      | Platz        | Punkte       | Platz      | Punkte     | Gesamt |
| -------- | ------------------ | --------- | --------- | ----------- | ----------- | ----------- | ----------- | ----------- | ----------- | ----------- | ----------- | ----------- | ----------- | ------------ | ------------ | ---------- | ---------- | ------ |
| 01       | John Lundvik       | 9.        | 2         | 9.          | 2           | 10.         | 1           | 9.          | 2           | 8.          | 3           | 6.          | 5           | 4.           | 7            | 8.         | 3          | 25     |
| 02       | Dolly Style        | 2.        | 10        | 4.          | 7           | 7.          | 4           | 6.          | 5           | 11.         | 0           | 11.         | 0           | 11.          | 0            | 10.        | 1          | 27     |
| 03       | Greczula           | 8.        | 3         | 6.          | 5           | 2.          | 10          | 3.          | 8           | 3.          | 8           | 3.          | 8           | 5.           | 6            | 3.         | 8          | 56     |
| 04       | Klara Hammarström  | 3.        | 8         | 3.          | 8           | 4.          | 7           | 5.          | 6           | 4.          | 7           | 9.          | 2           | 8.           | 3            | 9.         | 2          | 43     |
| 05       | Scarlet            | 5.        | 6         | 7.          | 4           | 9.          | 2           | 4.          | 7           | 5.          | 6           | 8.          | 3           | 11.          | 0            | 6.         | 5          | 33     |
| 06       | Erik Segerstedt    | 10.       | 1         | 10.         | 1           | 8.          | 3           | 10.         | 1           | 7.          | 4           | 5.          | 6           | 6.           | 5            | 5.         | 6          | 27     |
| 07       | Maja Ivarsson      | 11.       | 0         | 11.         | 0           | 11.         | 0           | 8.          | 3           | 6.          | 5           | 4.          | 7           | 3.           | 8            | 4.         | 7          | 30     |
| 08       | Meira Omar         | 6.        | 5         | 5.          | 6           | 5.          | 6           | 7.          | 4           | 9.          | 2           | 11.         | 0           | 10.          | 1            | 11.        | 0          | 24     |
| 09       | Måns Zelmerlöw     | 4.        | 7         | 2.          | 10          | 3.          | 8           | 2.          | 10          | 1.          | 12          | 1.          | 12          | 1.           | 12           | 2.         | 10         | 81     |
| 10       | Saga Ludvigsson    | 7.        | 4         | 8.          | 3           | 11.         | 0           | 11.         | 0           | 11.         | 0           | 10.         | 1           | 9.           | 2            | 11.        | 0          | 10     |
| 11       | Annika Wickihalder | 11.       | 0         | 11.         | 0           | 6.          | 5           | 11.         | 0           | 10.         | 1           | 7.          | 4           | 7.           | 4            | 7.         | 4          | 18     |
| 12       | KAJ                | 1.        | 12        | 1.          | 12          | 1.          | 12          | 1.          | 12          | 2.          | 10          | 2.          | 10          | 2.           | 10           | 1.         | 12         | 90     |